# Российско-непальские отношения
Российско-непальские отношения — двусторонние дипломатические отношения между Российской Федерацией и Федеративной Демократической Республикой Непал.

## История

### СССР и Непал
Дипломатические отношения между Непалом и СССР были установлены летом 1956 года. В апреле 1959 года страны подписали несколько соглашений, в том числе об экономической и технической безвозмездной помощи (помощь в строительстве больниц, ГЭС, ЛЭП, сахарного завода, табачной фабрики, и помощь в проведении изыскательских работ для строительства шоссе). В 1964 году Советский Союз и Непал подписали соглашение о безвозмездной помощи по строительству завода по производству сельхозтехники.

### Российская Федерация и Непал
После распада Советского Союза, Российская Федерация сохранила отношения с Непалом, как правопреемник СССР. С тех пор между обеими сторонами прошли многочисленные двусторонние встречи. С 1992 года большое число непальских студентов отправились в Россию для получения высшего образования на финансовой основе. В октябре 2005 года на встрече министров иностранных дел двух стран обсуждалось сотрудничество по целому ряду вопросов, включая политические, экономические, военные, образовательные и культурные. Обе страны имеют посольства в столицах. У России имеется посольство в Катманду, а у Непала — в Москве.

## Торгово-экономическое сотрудничество
Товарооборот между двумя странами в 2012 году составил 5 180 000 долларов США (импорт — 1,27, экспорт — 3,9). Основными статьями импорта из Непала являются кожевенное сырье, предметы одежды из хлопка и шерсти, обувь, изделия художественного промысла. Россия экспортирует в Непал изделия цветной металлургии, запчасти для лёгких гражданских самолётов и вертолётов, машины, оборудование, древесину и целлюлозно-бумажные изделия.

## Непальский долг
СССР по соглашению от 13 апреля 1978 года предоставил Непалу государственный кредит на сумму в 1,07 млн советских рублей. Эта задолженность долгое время оставалась непогашенной, так как по российской версии непальская сторона требовала его полного списания. В 2015 году было заключено российско-непальское соглашение о том, что Россия предоставит скидку Непалу в размере 35 %, а Катманду погасит задолженность перед РФ на сумму в 1,2 млн долларов.

## Послы
- Список послов Непала в России
- Список послов СССР и России в Непале